# Merionethshire

Vlag van Merionethshire

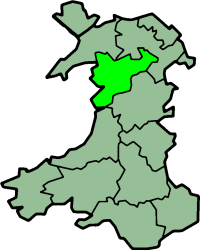
Gebied van het het historische Merionethshire

Merionethshire or Merioneth (Welsh: Meirionnydd of Sir Feirionnydd) is een van de dertien historische graafschappen van Wales. Het maakt nu deel uit van het bestuurlijke hoofdgebied Gwynedd, waarvan het het zuidelijke deel is.